# Ingeborg Hochmair-Desoyer

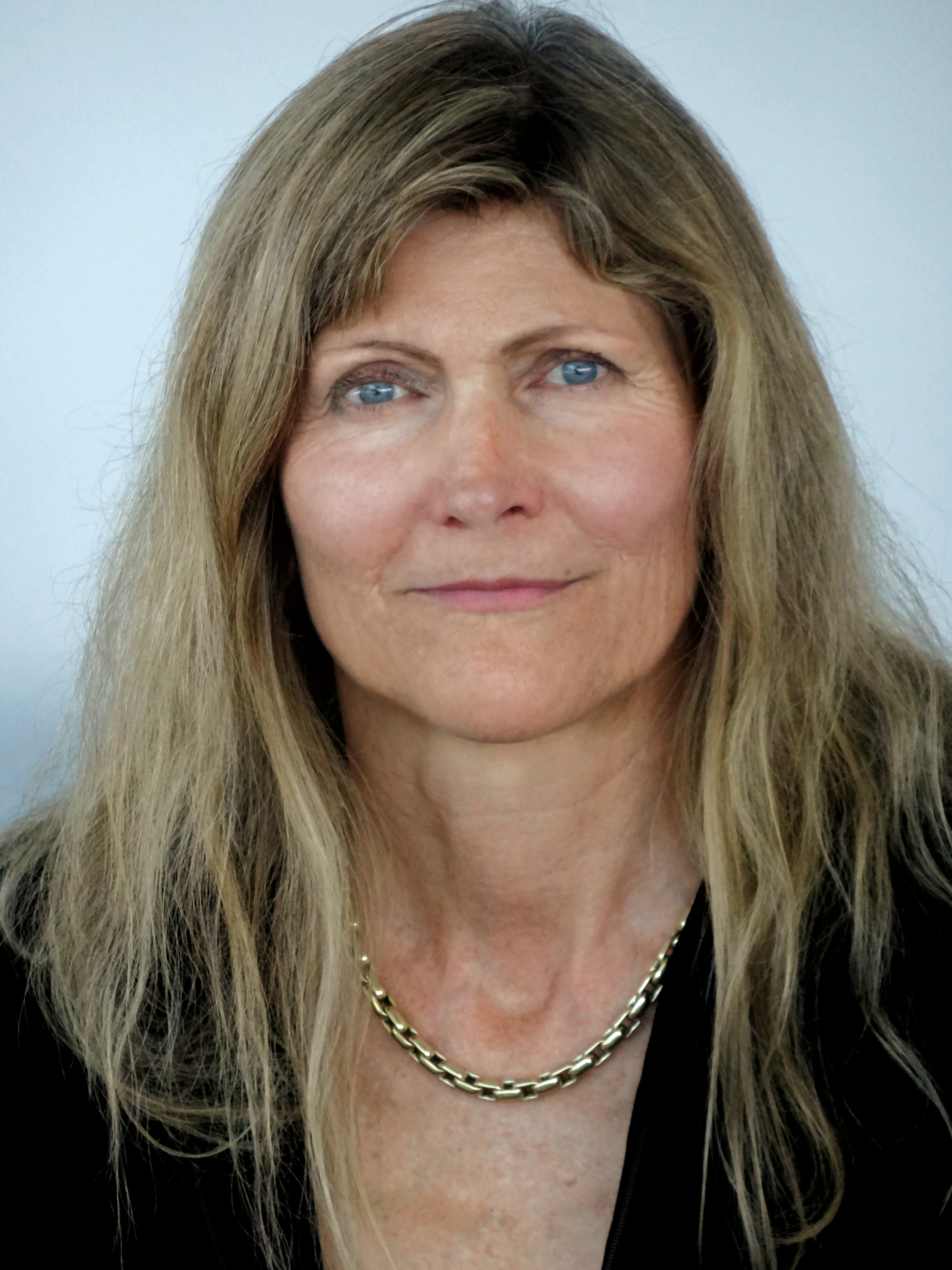
Ingeborg Hochmair-Desoyer (2013)

Ingeborg J. Hochmair-Desoyer, geborene Desoyer, auch Ingeborg Hochmair, (* 1953 in Wien) promovierte  Elektroingenieurin der Technischen Universität Wien, entwickelte mit ihrem Ehemann Erwin Hochmair das weltweit erste elektronische Mehrkanal-Cochlea-Implantat. Mit ihm gründete sie 1990 das Medizintechnik-Unternehmen MED-EL, deren technische Leiterin (CTO) und geschäftsführende Gesellschafterin (CEO) sie ist. 2013 wurde Ingeborg Hochmair zusammen mit zwei weiteren Wissenschaftlern in New York für die Entwicklung des modernen Cochlea-Implantats mit dem Lasker~DeBakey Clinical Medical Research Award ausgezeichnet.

## Leben
Hochmair ist die Tochter der Physikerin Elizabeth Desoyer und des Professors für Maschinenbau und Dekans an der TU Wien Kurt Desoyer und studierte ab 1971 Elektrotechnik an der TU Wien mit dem Diplom 1976 und (nach einem Forschungsaufenthalt als Fulbright-Stipendiatin an der Stanford University) mit der Promotion 1979.  Thema war die Entwicklung elektronischer Hörhilfen (Stimulation der Cochlea), an der sie mit ihrem Professor Erwin Hahn unter Verwendung damals neuer CMOS-Technologie in der Analogelektronik arbeitete.." Von 1976 bis 1986 arbeitete sie als wissenschaftliche Assistenz am Lehrstuhl für Elektrotechnik und Elektronik an der Technischen Universität Wien. 1979 war sie als außerordentliche Gastprofessorin am Institut für medizinische Elektronik der Stanford University. Das Ehepaar Hochmair beschloss 1986, von Wien nach Innsbruck zu ziehen, wo Ingeborg Hochmair zunächst als wissenschaftliche Assistenz, später als Gastprofessorin bis 1999 am Institut für Angewandte Physik und Elektronik der Universität Innsbruck lehrte. 1998 erhielt sie die Venia Legendi (Univ. Doz.) in Biomedizintechnik an der Fakultät für Elektrotechnik der Technischen Universität Wien.
In den frühen 1980er-Jahren verwirklichte Ingeborg Hochmair ihre Idee, ein Unternehmen für die Entwicklung und Herstellung von Hörimplantaten zu gründen, und rief zusammen mit ihrem Ehemann Erwin Hochmair das Medizintechnik-Unternehmen MED-EL ins Leben. 1990 stellte MED-EL die ersten Mitarbeiter ein, was den Beginn des Unternehmens darstellte. Seit 2000 tritt Ingeborg Hochmair vermehrt auch als Gründerin und Mitbegründerin von Unternehmen im Bereich Hörverlust und Hörimplantate auf.

## Arbeit und Forschung im Bereich Hörimplantate
Ingeborg und Erwin Hochmair begannen 1975 an der Technischen Universität Wien mit der Entwicklung von Cochleaimplantaten. Ihr Ziel war es, Nutzern nicht nur die Wahrnehmung von Geräuschen, sondern auch ein gewisses Sprachverstehen zu ermöglichen. Zusammen entwickelten sie das weltweit erste mikroelektronische Mehrkanal-Cochleaimplantat. Dank der langen beweglichen Elektrode konnten das erste Mal elektrische Signale durch einen großen Teil der Cochlea, dem schneckenförmigen Innenohr, an den Hörnerv übertragen werden. Außerdem arbeiteten sie mit dem Otologen und Wiener Professor Kurt Burian zusammen. Mit nur anderthalb Jahren Entwicklungszeit wurde ihr erstes Multikanal-Gerät am 16. Dezember 1977 von Kurt Burian in Wien implantiert, das die Cochlea an 8 Stellen stimulierte (das heißt, er hatte 8 Kanäle).
Die zweite Implantation folgte im März 1978. Trotz eines frühen Shunts  beim ersten Implantat-Nutzer und Tinnitus beim zweiten Implantat-Nutzer konnte eine Tonhöhenwahrnehmung nachgewiesen werden und es gelang dem zweiten Implantat-Nutzer, zuverlässig verschiedene Simulationskanäle zu ermitteln und zu unterscheiden.
Mit der neuen Version für eine verbesserte Signaltransparenz wurde im März 1980 ein neuer Meilenstein bei der Entwicklung von Cochleaimplantaten gesetzt: Dank eines kleinen, am Körper getragenen Audioprozessors war in einem ruhigen Umfeld erstmals das Verstehen von Wörtern und Sätzen ohne Lippenlesen möglich. Im Laufe der Jahre wurden etwa 500 Implantate bei Erwachsenen und Kindern eingesetzt.  Mit COMFORT brachte MED-EL 1991 den weltweit ersten HdO (Hinter-dem-Ohr)-Sprachprozessor für Cochleaimplantate auf den Markt. Er zeichnete sich vor allem durch seine energieeffiziente Technologie und seine externe Signalverarbeitung aus.
Den nächsten großen technologischen Sprung stellte die Entwicklung eines Cochleaimplantat-Systems mit hoher Stimulationsfrequenz dar, das eine neue, von Blake Wilson (Mitpreisträger des Lasker~DeBakey Clinical Medical Research Awards 2013) entwickelte Sprachkodierungsstrategie beherrschte. Seit 1994 setzte dieses System neue Maßstäbe in puncto Leistungsfähigkeit. Es war das erste Implantat-System, mit dem die Mehrheit der postlingual ertaubten Erwachsenen bereits 6 Monate nach der Implantation mehr als 50 % der einsilbigen Wörter verstehen konnten, wie eine Multicenterstudie ergab. Die Innovation bedeutete, dass diese Implantat-Nutzer am Telefon mit einer fremden Person über ein unbekanntes Thema sprechen können.
Ihr besonderes Augenmerk auf die Cochlea und deren empfindliche Strukturen spiegelt sich auch in Ingeborg Hochmairs Forschungs- und Entwicklungsarbeit wider. Ihr Ziel war es, eine hochflexible Elektrode zu entwickeln, die trotz der tiefen Einführung in die Cochlea die sensiblen Strukturen nicht beschädigt. In den letzten Jahren arbeiteten Ingeborg Hochmair und Blake Wilson gemeinsam an vielen aktuellen Themen, unter anderem dem Nutzen von bilateralen Implantaten, kombinierter elektrisch-akustischer Stimulation und Cochleaimplantaten für einseitig ertaubte Menschen.
Während der Weiterentwicklung war zunächst eine Kooperation mit der 3M Corporation geplant, das zerschlug sich aber und 1989 gründete das Ehepaar eine eigene Firma in Innsbruck, MED-EL. Als geschäftsführende Gesellschafterin und technische Leiterin von MED-EL zeichnete sich Ingeborg Hochmair für zahlreiche Produktinnovationen und innovative Lösungen verantwortlich, die auf die breit gefächerten Bedürfnisse von Patienten und Chirurgen auf der ganzen Welt zugeschnitten sind.

## Veröffentlichungen
Ingeborg Hochmair verfasste mehr als 100 wissenschaftliche Publikationen zu Cochleaimplantaten, Medizintechnik, Neuroprothesen und Audio- & Sprachverarbeitung. Zu den wichtigsten zählen:
- mit E. Hochmair: Implantable eight-channel stimulator for the deaf. In: Proc. European Solid State Circuits Conf. (ESSCIRC) 77. Ulm, BRD Sept. 1977, S. 87–89.
- mit E. Hochmair: Verfahren zur elektrischen Stimulation des Hörnervs und Multikanal Hörprothese zur Durchführung des Verfahrens. Patentschrift DE 2823798, eingereicht im Mai 1978.
- mit E. Hochmair: Multifrequency system and method for enhancing auditory stimulation and the like. US patent 4284856, eingereicht im Sept. 1979.
- mit E. S. Hochmair: Design and fabrication of multi-wire scala tympani electrodes. In: Annals of the New York Academy of Science. Band 405, 1983, S. 173–182.
- Technische Realisierung und psychoakustische Evaluation eines Systems zur chronischen Mehrkanalstimulation des Nervus acusticus. Dissertation. TU Vienna, 1981, ISBN 3-85369-491-8.
- mit E. S. Hochmair und K. Burian: Four years of experience with cochlear prostheses (invited). In: Med. Prog. Technol. 8, 1981, S. 107–119.
- mit E. S. Hochmair und H. K. Stiglbrunner: Psychoacoustic temporal processing and speech understanding in cochlear implant patients. In: R. A. Schindler, M. M. Merzenich: Cochlear Implant. Raven Press, New York, 1985, ISBN 0-88167-076-6, S. 291–304/.
- mit C. Zierhofer und E. S. Hochmair: New hardware for analog and combined-analog-and-pulsatile sound-encoding strategies. In: Progress in Brain Research. Vol. 97, Elsevier Science Publishers, 1993, S. 291–300.
- mit W. Arnold, P. Nopp, C. Jolly, J. Müller und P. Roland: Deep electrode insertion in Cochlear implants: Apical Morphology, electrodes and speech perception results. In: Acta Otolaryngol. 123 (5), 2003, S. 612–617.
- mit P. Nopp und C. Jolly u. a.: MED-EL Cochlear implants: State of the art and a glimpse into the future. In: Trends in Amplification. 10(4), Dez 2006, S. 201–219.
- The importance of being flexible. In: Nat Med. 19 (10), Okt 2013, S. 1240–1244.

## Auszeichnungen
- 1981 Holzer-Preis der TU Wien
- 1995 Unternehmerin des Jahres in Österreich
- 1996 Wilhelm-Exner-Medaille
- 2004 Ehrendoktorin der TU München (gemeinsam mit Erwin Hochmair)
- 2008 Ehrenzeichen des Landes Tirol
- 2010 Ehrendoktorin der Medizinischen Universität Innsbruck[4]
- 2013 Ehrensenator der Universität Innsbruck
- 2013 Lasker~DeBakey Clinical Medical Research Award (gemeinsam mit Graeme Clark und Blake S. Wilson)
- 2014 Ludwig-Wittgenstein-Preis[5]
- 2015 Russ Prize der National Academy of Engineering (gemeinsam mit Erwin Hochmair)[6]
- 2015 Johann Joseph Ritter von Prechtl-Medaille der TU Wien[7]
- 2016 Eduard-Rhein-Preis (gemeinsam mit Blake S. Wilson und Erwin Hochmair)
- 2017 Ehrenring der Stadt Garbsen[8]
- 2018 Ehrenmitglied der Österreichischen Akademie der Wissenschaften
- 2018 Ehrendoktorin der Medizinischen Fakultät der Universität Bern
- 2019 Mitglied der Deutschen Akademie der Technikwissenschaften (acatech)
- 2021 Ehrendoktorin der Universität Innsbruck[9]
- 2023 IEEE Alexander Graham Bell Medal
- 2023 Tiroler des Jahres – Auszeichnung für das Lebenswerk[10]

Sie ist Ehrenmitglied der Deutschen Gesellschaft für Audiologie.